# Црква Свете преподобне мати Параскеве у Стропској
Црква Свете преподобне мати Параскеве у Стропској, насељеном месту на територији града Врања, православни је храм који припада Епархији врањској Српске православне цркве.
Црква посвећена Светој преподобној мајци Параскеви подигнута је 1857. године, добровољним прилозима мештана села Стропско и Горњи Нерадовац, како сведочи натпис на јужном зиду, изнад улаза у цркву: Овај храм је подигнут 1857. лето, маја, дана 6.
У цркви постоје делови зидног сликарства из периода настанка саме цркве. На иконостасу су 33 иконе, из друге половине 19. века. Звоник се налази западно од цркве и подигнут је 1964. године.
Црква је у потпуности обновљена у периоду од 2010. до 2015. године, а у порти цркве подигнута је и нова народна трпезарија.